# Oensingen
Oensingen (toponimo tedesco) è un comune svizzero di 6 203 abitanti del Canton Soletta, nel distretto di Gäu del quale è capoluogo.

## Infrastrutture e trasporti
Oensingen è servito dalla stazione di Oensingen, situata sulla ferrovia Losanna-Olten e capolinea delle linee
Langenthal-Oensingen ed Oensingen-Balsthal.